# Trotteur scandinave
Le trotteur scandinave (norvégien : Norsk kaldblodstraver ; suédois : Kallblodstravare), est une race de chevaux de course originaire de Norvège et de Suède, issue de croisements entre des souches de chevaux à sang froid d'origine norvégienne et suédoise. C'est un puissant et robuste animal de sang froid. 

## Histoire
Cette race est connue sous différents noms en fonction de son pays de sélection, dont trotteur scandinave,  trotteur Døle et trotteur suédois du Nord (Kallblodstravare). Elle est issue du Suédois du Nord et du Døle, croisés avec des chevaux plus légers pour obtenir un animal plus rapide. Le stud-book est créé en 1939 en Norvège, et en 1964 en Suède. À partir des années 1950, le trotteur norvégien est croisé avec des trotteurs suédois lourds.

## Description

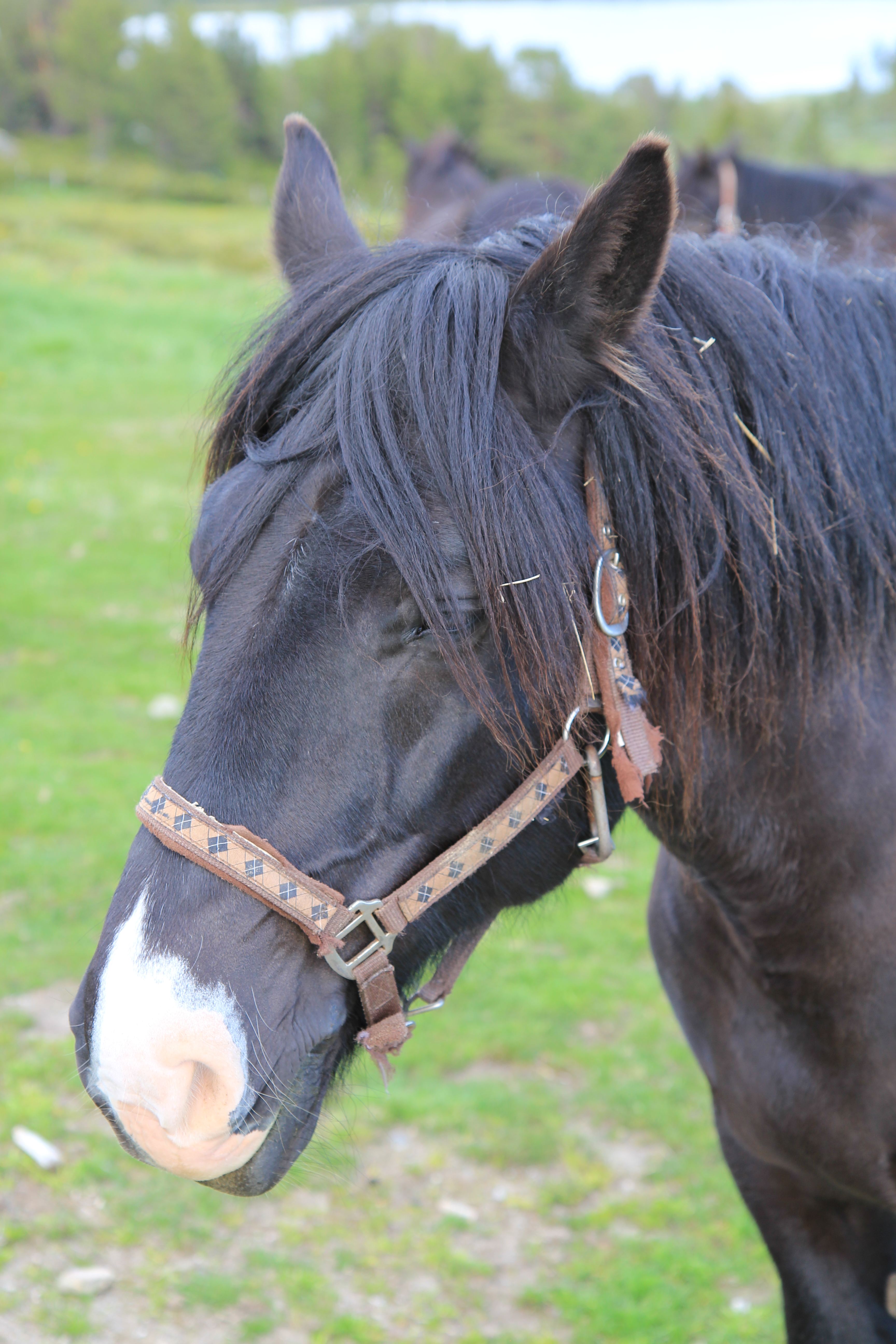
Tête d'un trotteur scandinave norvégien

Il constitue la seule race de trotteurs dite « à sang froid » au monde. La taille moyenne enregistrée dans la base de données DAD-IS est de 1,50 m, pour un poids moyen de 400 kg. La tête est petite et large. Le poitrail est large, le dos court. Les membres sont assez courts, et dotés d'un peu de fanons. Crinière et queue sont bien fournies.
D'après DAD-IS, la robe la plus représente est l'alezan, le bai étant plus rare. Le noir est possible. En revanche, le Guide Delachaux indique le bai et le bai-brun comme étant les robes les plus fréquentes, sans mentionner l'alezan.
Le trotteur scandinave a souvent un bon tempérament. 
La race est sélectionnée sur performances sportives en course de trot.

## Utilisations

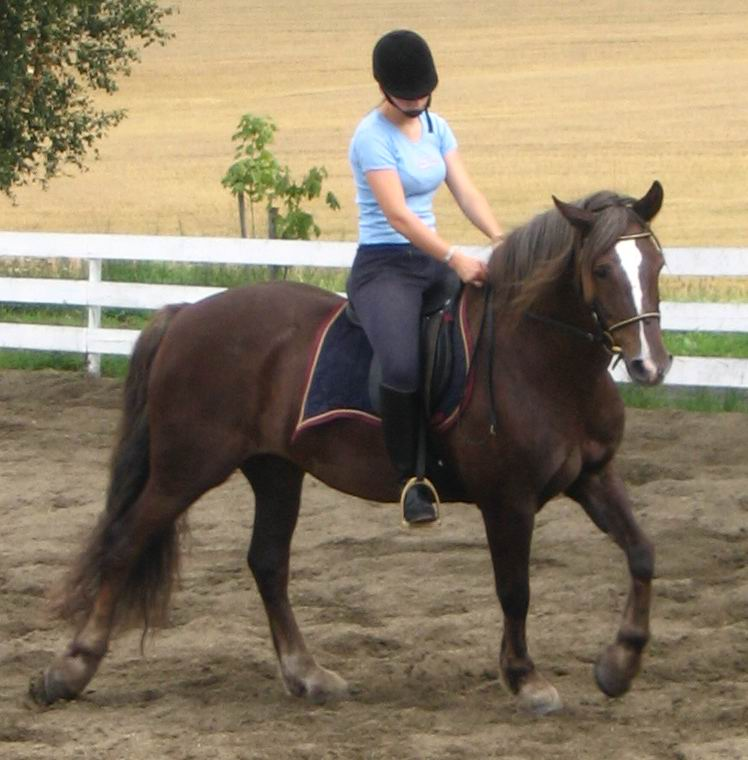
Trotteur scandinave monté

Ces chevaux sont essentiellement destinés aux courses de trot, mais peuvent aussi être montés, en particulier après reconversion de leur carrière sportive en courses. Autrefois, ce cheval participait à des courses de trot sur glace.
L'actuel record du monde des trotteurs à sang froid, 1:17.9 (par kilomètre) est détenu par Järvsöfaks, qui est moitié suédois, moitié norvégien,.

## Diffusion de l'élevage

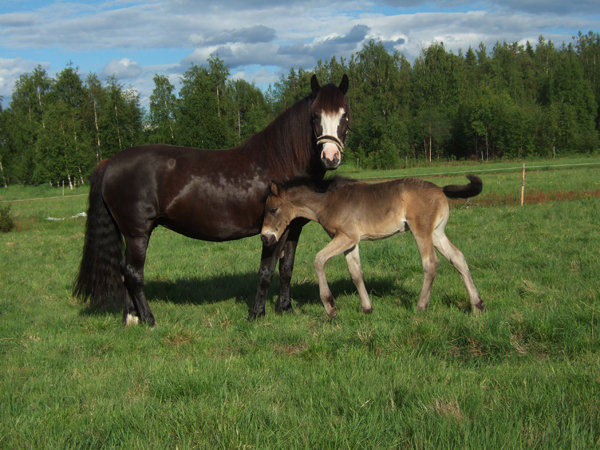
Jument trotteur scandinave suitée.

Ces chevaux sont élevés en Norvège, en Suède, et en Finlande ; ils sont populaires en Scandinavie mais méconnus ailleurs. La race est populaire en Norvège, où elle est élevée dans la totalité du pays. DAD-IS indique que le trotteur scandinave est natif de la Norvège, et y est rare. 897 individus y sont recensés en 2015. Par ailleurs, l'ouvrage Equine Science (4e édition de 2012) le classe parmi les races de chevaux de trait peu connues au niveau international.